# Суперкубок России по хоккею с мячом
Суперкубок России — официальный турнир по хоккею с мячом, в котором принимают участие действующие чемпион России и обладатель Кубка России.

## Обзор
Суперкубок оспаривают действующие чемпион России и обладатель Кубка России. В случае, если одна команда делает «золотой дубль», выиграв оба турнира, её соперником в игре за Суперкубок становится финалист кубкового розыгрыша.
С 2018 года матч за Суперкубок посвящён памяти заслуженного мастера спорта и заслуженного тренера СССР Василия Трофимова.

## Результаты
| Год          | Победитель          | Счёт      | Финалист        | Дата и место                                       |
| ------------ | ------------------- | --------- | --------------- | -------------------------------------------------- |
| 2013 (весна) | Динамо (Москва)     | 5:3       | Зоркий          | 5 марта 2013 года стадион «Зоркий» (Красногорск)   |
| 2013 (осень) | Динамо (Москва) (2) | 4:3 д. в. | Динамо (Казань) | 22 декабря 2013 года ЛД «Крылатское» (Москва)      |
| 2015         | СКА-Нефтяник        | 4:3       | Енисей          | 11 января 2015 года Арена «Ерофей» (Хабаровск)     |
| 2016         | Енисей              | 8:3       | Байкал-Энергия  | 17 января 2016 года стадион «Енисей» (Красноярск)  |
| 2017 (весна) | СКА-Нефтяник (2)    | 5:3       | Енисей          | 22 января 2017 года стадион СШОР № 1 (Сыктывкар)   |
| 2017 (осень) | Енисей (2)          | 6:3       | СКА-Нефтяник    | 3 декабря 2017 года стадион «Зоркий» (Красногорск) |
| 2019         | СКА-Нефтяник (3)    | 10:2      | Динамо (Москва) | 4 января 2019 года Арена «Ерофей» (Хабаровск)      |
| 2020         | СКА-Нефтяник (4)    | 9:5       | Динамо (Москва) | 5 января 2020 года стадион «Труд» (Архангельск)    |
| 2021 (весна) | СКА-Нефтяник (5)    | 4:2       | Динамо (Москва) | 7 января 2021 года Арена «Ерофей» (Хабаровск)      |
| 2021 (осень) | Динамо (Москва) (3) | 4:2       | Енисей          | 16 октября 2021 года Арена «Енисей» (Красноярск)   |
| 2022         | СКА-Нефтяник (6)    | 5:3       | Динамо (Москва) | 22 октября 2022 года Арена «Ерофей» (Хабаровск)    |
| 2024         | Кузбасс             | 3:0       | СКА-Нефтяник    | 5 января 2024 года стадион «Труд» (Архангельск)    |
| 2025         | Водник              | 6:1       | Кузбасс         | 5 января 2025 года стадион «Труд» (Архангельск)    |

## Достижения по клубам
| Клуб             | Победы                                     | Поражения                  |
| ---------------- | ------------------------------------------ | -------------------------- |
| СКА-Нефтяник     | 2015, 2017 (в), 2019, 2020, 2021 (в), 2022 | 2017 (о), 2024             |
| Динамо (Москва)  | 2013 (в), 2013 (о), 2021 (о)               | 2019, 2020, 2021 (в), 2022 |
| Енисей           | 2016, 2017 (о)                             | 2015, 2017 (в), 2021 (о)   |
| Кузбасс          | 2024                                       | 2025                       |
| Водник           | 2025                                       | —                          |
| Зоркий           | —                                          | 2013 (в)                   |
| Ак Барс — Динамо | —                                          | 2013 (о)                   |
| Байкал-Энергия   | —                                          | 2016                       |